# Ekaterina Antropova
Ekaterina Antropova (Ruso: Екатерина Антропова, nacida en Akureyri el 19 de marzo de 2003) es una voleibolista islandesa nacionalizada italiana que se desempeña como opuesta en el club Pallavolo Scandicci Savino Del Bene.

## Biografía
Nacida en Islandia de padres rusos, más tarde se mudó a Italia. En 2023 obtuvo la nacionalidad deportiva italiana tras un litigio resuelto en el TAS de Lausana, al ser inscrita por la CEV como rusa tras su convocatoria en 2017 a un combinado juvenil de la selección rusa Sub-16.

## Carrera

### Club
La carrera de Ekaterina Antropova comenzó en la temporada 2018-19 con el Academy Sassuolo, en la Serie C : en la temporada 2020-21 ascendió con el primer equipo a la Serie A2. En su último año con el Sassuolo anotó 790 puntos en 123 sets jugados, una media de 6.4 puntos por set.
En la temporada 2021-22, contando con 18 años, debutó en Serie A1 con el Savino Del Bene. Ya en su primera temporada en la serie A1 llamó la atención de la prensa deportiva, quién la señaló como uno de los «nuevos fenómenos» del voleibol italiano, siendo descripta como «un perfecto prototipo de opuesta contemporánea» y ganando comparaciones con Paola Egonu. En la temporada 2022-23 de la serie A1 consiguió anotar, entre juegos de temporada regular y play-offs, 487 puntos en 108 sets jugados a lo largo de 31 partidos, incluyendo 53 por la vía del saque y 58 por bloqueos.
En el plano continental, con el Scandicci consiguió la Challenge Cup 2021-22 y la Copa CEV 2022-23, siendo premiada en ambos casos como MVP. Sus números en la copa CEV fueron de 164 puntos a lo largo de la competencia (38 sets disputados, segunda máxima anotadora), 20 puntos de saque (máxima anotadora por esta vía), 21 de bloqueo y 32% de eficacia en ataque.

### Selección nacional
En 2017 fue incluida en la plantilla de la selección rusa sub-16 para un torneo preparatorio para el campeonato de Europa de su categoría, en el que finalmente no participó. Tras un largo proceso en donde inicialmente la federación rusa declaró que Antropova nunca había sido registrada en Rusia para luego interponer un recurso manifestando que debía mantener su nacionalidad deportiva de origen, en mayo de 2023 el tribunal de la FIVB en Lausana resolvió otorgarle la nacionalidad deportiva italiana, lo que abrió las puertas a su primera convocatoria a la selección italiana días después. Su debut con el combinado italiano sería en el Campeonato Europeo de 2023, donde logró anotar 94 puntos (60 por ataque, 16 de saque, 18 de bloqueo) en siete partidos.
En el Torneo de Clasificación Olímpica de Voleibol Femenino de 2023 se ubicó en el cuarto puesto de las máximas anotadoras, con un total de 136 puntos (103 de ataque, 21 por bloqueo y 12 de saque) en siete partidos.

## Palmarés

### Selección
- Liga de Naciones FIVB 2024 - Selección femenina de voleibol de Italia
- 1er. puesto - Juegos Olímpicos de París 2024 - Selección femenina de voleibol de Italia

### Clubes
- Copa CEV 2022-23 (con Pallavolo Scandicci)
- Copa Challenge 2021-22 (con Pallavolo Scandicci)